# N-乙基-N-亚硝基脲
N-乙基-N-亚硝基脲（英語：N-ethyl-N-nitrosourea，缩写ENU）是一种有机化合物，化学式为C3H7N3O2，它对光和潮湿敏感，具有高反应活性，最早于1919年被合成。
它可由乙胺盐酸盐、脲和亚硝酸钠为原料合成得到。它和β,β-二甲基苯丙酰氯反应，可以得到2-重氮-5-甲基-5-苯基-3-己酮。